# Бородіно (Опочецький район)
Бородіно (рос. Бородино) — присілок в Опочецькому районі Псковської області Російської Федерації.
Населення становить 2 особи. Входить до складу муніципального утворення Варигинська волость.

## Історія
Від 2015 року входить до складу муніципального утворення Варигинська волость.

## Населення
| 2001 | 2002 | 2010 | 2013 | 2014 | 2015 | 2016 |
| ---- | ---- | ---- | ---- | ---- | ---- | ---- |
| 10   | ↗11  | ↗13  | ↘7   | ↘6   | →6   | ↘2   |